# Rusaki (sielsowiet Obrub)
Rusaki – dawna wieś i majątek. Tereny, na których leżały, znajdują się obecnie na Białorusi, w obwodzie witebskim, w rejonie głębockim, w sielsowiecie Obrub. Wieś leżała nad rzeką Łastowicą.

## Historia
W czasach zaborów wieś w gminie Głębokie, w powiecie dzisieńskim, w guberni wileńskiej Imperium Rosyjskiego, własność Jarkowskich.
W latach 1921–1945 wieś i majątek leżały w Polsce, w województwie wileńskim, w powiecie dziśnieńskim, w gminie Głębokie.
Według Powszechnego Spisu Ludności z 1921 roku zamieszkiwało:
- wieś – 75 osób, 14 były wyznania rzymskokatolickiego, 63 prawosławnego. Jednocześnie 10 mieszkańców  zadeklarowało polską, a 65 białoruską przynależność narodową. Było tu 14 budynków mieszkalnych[2]. W 1931 w 14 domach zamieszkiwało 81 osób[3].

- majątek  – 25 osób, 23 były wyznania rzymskokatolickiego, 1 prawosławnego i 1 ewangelickiego. Jednocześnie 24 mieszkańców zadeklarowało polską, a 1 niemiecką przynależność narodową. Było tu 5 budynków mieszkalnych[2]. W 1931 w 3 domach zamieszkiwały 24 osoby[3].

Wierni należeli do parafii rzymskokatolickiej i prawosławnej w Głębokiem. Miejscowość podlegała pod Sąd Grodzki w Głębokiem i Okręgowy w Wilnie; właściwy urząd pocztowy mieścił się w Głębokiem.
W czasie okupacji niemieckiej mieszkająca we wsi rodzina Paszkowskich udzieliła pomocy Żydom Miriam Levin, Morrisowi Levin, Leyi Leybovna z d. Levin, Genii Cichanowska z d. Levin. W 1995 roku Instytut Jad Waszem podjął decyzję o przyznaniu Eleonorze Paszkowskiej i Genowefie Jankowskiej z d. Paszkowskiej tytułu Sprawiedliwych wśród Narodów Świata